# Nombre carrément carré
En mathématiques récréatives, un nombre carrément carré est un nombre carré, à nombre pair de chiffres (en base dix), et sécable en deux carrés non nuls.
Tout entier naturel N à 2k chiffres peut se couper en deux entiers à k chiffres, A et B. Pour que N soit carrément carré, il faut que N, A, et B soient des carrés non nuls.
Non-exemple :
2 500 a 2×2 chiffres, et (donc) est sécable en deux nombres à 2 chiffres, 25 et 00.
2 500 = 502, 25 = 52, et 00 = 02.
Mais selon cette règle, 2 500 n'est pas carrément carré, parce qu'on exclut le carré de 0.
Les huit plus petits nombres carrément carrés sont :
- 49 = 72 (4 = 22 et 9 = 32),
- 1 681 = 412 (16 = 42 et 81 = 92),
- 144 400 = 3802 (144 = 122 et 400 = 202),
- 225 625 = 4752 (225 = 152 et 625 = 252),
- 256 036 = 5062 (256 = 162 et 036 = 62),
- 324 900 = 5702 (324 = 182 et 900 = 302),
- 576 081 = 7592 (576 = 242 et 081 = 92),
- 24 019 801 = 4 9012 (2 401 = 492 et 9 801 = 992).

La suite des nombres carrément carrés est illimitée,.